# Comté de Kings (Nouveau-Brunswick)
Pour les articles homonymes, voir Comté de Kings.
Le comté de Kings est situé au sud du Nouveau-Brunswick. Il y avait 69 665 habitants en 2011 contre 65 824 en 2006, soit une augmentation de 5,8 %.
Les rivières Saint-Jean et Kennebecasis traversent le comté.
Le comté possède de nombreux ponts couverts.
Environ la moitié des habitants vivent dans des banlieues de la ville de Saint-Jean.

## Administration

### Liste des gouvernements locaux
| Numéro | Nom                       | Statut            | Population estimée (2011) | ±               | Superficie (km²) | Densité |
| ------ | ------------------------- | ----------------- | ------------------------- | --------------- | ---------------- | ------- |
| 79     | Butternut Valley (partie) | Communauté rurale | 3459                      |                 |                  |         |
| DR 9   | Fundy (partie)            | District rural    | 4210                      |                 |                  |         |
| 51     | Grand Bay-Westfield       | Ville             | 6436                      |                 |                  |         |
| 47     | Hampton                   | Ville             | 8216                      |                 |                  |         |
| DR 8   | Kings (partie)            | District rural    | 12261                     |                 |                  |         |
| 48     | Quispamsis                | Ville             | 18 245                    | en augmentation | 57,06            |         |
| 49     | Rothesay                  | Ville             | 11 659                    | en diminution   | 34,77            |         |
| 44     | Sussex                    | Ville             | 5743                      |                 |                  |         |
| 43     | Three Rivers (partie)     | Village           | 1383                      |                 |                  |         |
| 45     | Valley Waters (partie)    | Village           | 3838                      |                 |                  |         |

## Démographie
| 2001   | 2006   | 2011   | 2016   |
| ------ | ------ | ------ | ------ |
| 64 208 | 65 824 | 69 665 | 68 941 |

### Ancienne administration territoriale
| Période                                  | Période | Identité              | Étiquette | Qualité |
| ---------------------------------------- | ------- | --------------------- | --------- | ------- |
| 1889                                     | 1889    | George William Fowler |           |         |
| 1879                                     | 1879    | George Taylor         |           |         |
| Les données manquantes sont à compléter. |         |                       |           |         |